# 東日本旅客鉄道新潟支社

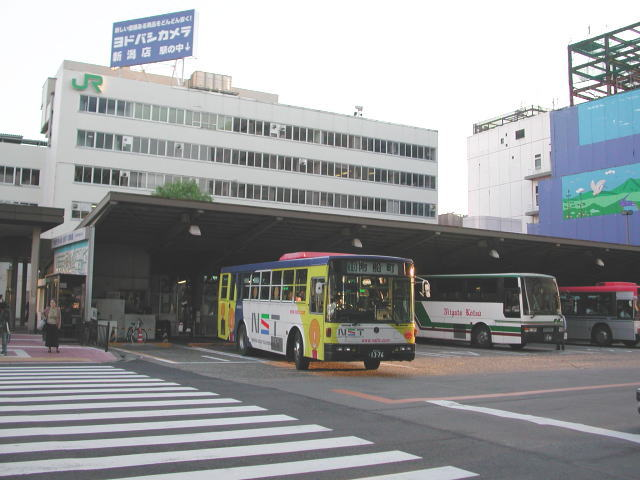
JR東日本新潟支社・JR貨物新潟支店旧社屋（現在は新社屋に移転済み）

東日本旅客鉄道新潟支社（ひがしにほんりょかくてつどうにいがたししゃ）とは、東日本旅客鉄道（JR東日本）の地域支社。旧日本国有鉄道の新潟鉄道管理局の旅客部門を継承している。
2026年に組織改正により新潟支社が廃止され、管轄の業務は新潟・長岡・庄内の各事業本部に移管される予定。

## 概要
新潟県内のJR線のうち北陸新幹線上越妙高駅以西と大糸線を除く区間を管轄しているほか、福島県内の磐越西線と山形県内の羽越本線・米坂線のそれぞれ一部区間も管轄している。
新潟駅を中心とする新潟市内（一部除く）の区間（信越本線・新潟駅 - 新津駅間、白新線・新潟駅 - 豊栄駅間、越後線・新潟駅 - 内野駅間）は、昼間20分間隔のパターンダイヤにより運行されている。また、新潟駅を中心とする新潟近郊区間ではSuicaが利用できる（詳細は後述）。これは、JR東日本管内の地域支社の中では、首都圏、仙台都市圏に次ぐ3例目となる。
2022年のJR東日本の組織再編では、新潟支社は組織再編の対象とはならなかった。

### 支社所在地
- 新潟県新潟市中央区花園1-1-5（設計：JR東日本建築設計、施工：第一建設工業新潟支店、鉄骨造8階建て 延床面積11,300 m2）[2]

## 沿革
- 1942年（昭和17年）9月11日：新潟鉄道局新津管理部が発足。
- 1950年（昭和25年）8月1日：新潟鉄道管理局（初代）に改組。
- 1959年（昭和34年）4月8日：組織改正により新潟支社を設置。
- 1960年（昭和35年）8月1日：新潟鉄道管理局を新潟支社に統合。
- 1966年（昭和41年）7月：1964年6月の新潟地震で被災した新潟鉄道教習所を新津市（現：新潟市秋葉区）に移転[3]。
- 1970年（昭和45年）8月20日：支社制度の廃止により新潟支社を新潟鉄道管理局（2代目）に改称。
- 1984年（昭和59年）4月8日：越後線の新駅として新潟大学前駅を設置。国鉄新潟管理局としては最後の新駅開業となった。
- 1987年（昭和62年）
  - 3月1日：民営化に先立ち、北陸本線の谷浜 - 直江津間の金沢鉄道管理局（現・JR西日本金沢支社）との局界を直江津寄りに移転。
  - 4月1日：国鉄分割民営化により東日本旅客鉄道（JR東日本）新潟支社として発足。
- 1988年（昭和63年）3月13日：越後線に青山駅を新設。
- 1990年（平成2年）12月20日：バブル期の需要増加により季節営業駅のガーラ湯沢駅を開業、冬季に上越新幹線列車の乗り入れを開始。
- 1991年（平成3年）3月16日：信越本線にさつき野駅を新設。
- 1997年（平成9年）
  - 3月27日：第三セクターの北越急行ほくほく線が犀潟 - 六日町間に開業、信越本線の直江津 - 犀潟間および上越線の六日町 - 越後湯沢間に乗り入れを開始。
  - 12月27日：上越線に臨時駅として上越国際スキー場前駅を設置。
- 2003年（平成15年）4月1日：上越国際スキー場前駅を常設駅に昇格させる。
- 2005年（平成17年）3月1日：越後線に無人駅として内野西が丘駅を新設。
- 2006年（平成18年）1月21日：新潟都市圏エリアにSuicaを導入。
- 2010年（平成22年）4月1日：飯山線の新潟県内区間を長野支社から新潟支社に移管。
- 2012年（平成24年）4月1日：グループ会社にあたる新潟交通機械の機械設備部門をJR東日本メカトロニクス（JREM、メカトロ）に、車両部門を東日本トランスポーテックにそれぞれ移管し新潟交通機械を解散させる[4]。支社管内のオレンジカード発売駅を新潟、長岡、直江津、酒田の4駅に変更。
- 2015年（平成27年）3月14日：北陸新幹線の長野 - 金沢間が延伸開業したことに伴い、脇野田駅を上越妙高駅に改称。信越本線の妙高高原 - 直江津間を第三セクターのえちごトキめき鉄道に移管し、共同使用駅となる直江津駅の管理権は同社が継承する。
- 2019年（平成31年）4月1日：新幹線統括本部の発足に伴い[5]、上越新幹線と上越線支線の運行・線路設備管理業務ならびに新潟新幹線車両センターと新潟新幹線運輸区を同本部に移管。
- 2020年（令和2年）11月4日：老朽化による建て替えに伴い、万代口から400 m離れた社有地に新支社を建設し移転[2]。
- 2021年（令和3年）1月26日：支社公式サイトを閉鎖。
- 2025年（令和7年）3月15日：越後線の請願駅として、新潟市中央区の新興住宅地に上所駅が開業。
- 2026年（令和8年）7月1日（予定） - 組織改正により新潟支社が廃止され、新潟・長岡・庄内の3つの事業本部に分割改組される[6]。

## 管轄路線
前述の通り、新潟県内の大半と福島県内・山形県内の一部のJR鉄道路線を管轄としている。2021年（令和3年）3月31日時点で、合計776.7 kmの在来線、168.0 kmの新幹線、193の駅（直江津駅を含む）を管轄している。新幹線については2019年4月1日より発足した新幹線統括本部へ列車運行・線路設備管理業務を順次移管しているが、現在も元々の管轄区間が営業エリアとして位置づけられている。
- 新潟県内の北陸新幹線上越妙高駅以西と大糸線はJR西日本金沢支社の管轄。

路線
※支社境界はいずれも停車場の無い閉塞区間上にあるため、境界線の内側の停車場（駅・信号場など）を記載している。なお、◇が付いた路線は全線が管理区間内に入っている路線、●印が付いた路線は他線接続駅しか管理区間内に入っていない路線である。
| 路線名     | 区間                                             | 駅数  | 備考 |
| ---------- | ------------------------------------------------ | ----- | --- |
| 上越新幹線 | （越後湯沢駅・浦佐駅・長岡駅・燕三条駅・新潟駅） | （5） | 左記6駅の駅運転・営業業務のみ 列車運行・線路設備管理は 新幹線統括本部の管轄                                    |
| 北陸新幹線 | （上越妙高駅）                                   | 1     | 左記6駅の駅運転・営業業務のみ 列車運行・線路設備管理は 新幹線統括本部の管轄                                    |
| 信越本線   | 直江津駅 - 新潟駅                                | 42    | |
| 信越本線   | 越後石山駅 - 東新潟駅（貨物支線）                | 0     | 定期旅客列車の運行なし                                                                                         |
| 羽越本線   | 新津駅 - 酒田駅                                  | 37    | |
| 上越線     | 土樽駅 - 宮内駅                                  | 18    | |
| 上越線     | （ガーラ湯沢駅）                                 | 1     | 越後湯沢駅 - ガーラ湯沢駅間は事実上、上越新幹線の支線 として運用されるため、管轄範囲は上越新幹線の形態に準ずる |
| 米坂線     | 萩生駅 - 坂町駅                                  | 11    | |
| 磐越西線   | 山都駅 - 新津駅                                  | 20    | |
| 只見線     | 大白川駅 - 小出駅                                | 7     | |
| ◇越後線    | 柏崎駅 - 新潟駅                                  | 30    | |
| ◇弥彦線    | 東三条駅 - 弥彦駅                                | 6     | |
| ◇白新線    | 新潟駅 - 新発田駅                                | 8     | |
| 飯山線     | 足滝駅 - 越後川口駅                              | 12    | |
| ●陸羽西線  | （県道358号線交差付近） - 余目駅                 | 0     | |

駅数・支社境界についての注釈
1. ↑  キロ程に計上されるのは上越新幹線のみ。
2. ↑  管内の5駅はともに在来線併設駅。管内に上越新幹線単独駅は設置されていない。
3. ↑  JR西日本（JR西日本金沢支社）との営業上の境界駅でもある。
4. ↑  上越妙高駅は新幹線単独駅である。
5. ↑  直江津駅構内はえちごトキめき鉄道の管轄であるが、共同使用駅の扱いとしてJR新潟支社管内の駅としても計上される。
6. ↑  支線分岐駅である越後石山駅、白新線と接続する東新潟駅ともに含まず、途中駅も存在しない。
7. ↑  本楯駅との間で日本海東北自動車道との交差する地点から秋田寄りの最初の踏切の間に秋田支社との境界がある。
8. 1 2  信越本線と接続する新津駅は含まない。
9. ↑  土合駅との間にある清水トンネル（上り線）の出口付近を高崎支社との境界がある。なお、運行系統上の境界は水上駅である。
10. ↑  信越本線と接続する宮内駅は含まない。
11. ↑  支線分岐駅である越後湯沢駅は含まない。
12. ↑  今泉駅との間の第二黒沢踏切から若干萩生寄り（米沢起点26.0 km地点）に支社境がある。
13. ↑  羽越本線と接続する坂町駅は含まない。
14. ↑  喜多方駅との間の濁川橋梁の西側の最初の踏切から若干山都寄り（会津若松起点18.3 km地点）に東北本部との境界がある。
15. ↑  只見駅との間の六十里越トンネル内（会津若松起点95.7 km地点）に東北本部との境界がある。
16. ↑  上越線と接続する小出駅は含まない。
17. ↑  信越本線と接続する柏崎駅と新潟駅は含まない。
18. ↑  信越本線と接続する東三条駅、越後線と接続する吉田駅は含まない。
19. ↑  信越本線と接続する新潟駅、羽越本線と接続する新発田駅は含まない。
20. ↑  森宮野原駅との間の新潟県と長野県との県境付近に長野支社との境界がある。
21. ↑  上越線と接続する越後川口駅は含まない。
22. ↑  該当箇所から若干南野駅寄りに東北本部との境界がある。
23. ↑  余目駅は羽越本線の駅として計上される。

上越妙高駅は接続する信越本線がえちごトキめき鉄道に移管された上に、両方向の隣の駅が新潟支社の管轄から外れているため、新潟支社の関与も駅運転・営業業務のみとなった（軽井沢駅や新青森駅のように、保線担当支社との管轄の統一等は行われなかった）が、新幹線統括本部の発足により、この管轄形態はJR東日本管内全体に拡大することになった。
旧管理路線
- 上越新幹線：（越後湯沢駅 - 新潟駅）
- 上越線：（越後湯沢駅 - ガーラ湯沢駅）
  - いずれも2019年4月1日の組織改正で、駅施設を除いて新幹線統括本部へ移管された。
- 上越線：（水上駅 - 土樽駅）
  - 国鉄新潟鉄道管理局が管理を行っていた区間。民営化後に高崎支社へ移管された。
- 信越本線：（妙高高原駅 - 直江津駅）
  - 北陸新幹線の金沢駅までの延伸までの管轄区間。現在はえちごトキめき鉄道が管理。

なお、飯山線については、2010年3月まで越後川口駅付近を除いて全区間長野支社管轄であった。

## 駅・乗務員区所
- 新潟統括センター - 新潟駅、小国駅、新発田駅、村上駅、新津駅、上沼垂信号場、新潟乗務室、新津乗務室
- 長岡統括センター - 長岡駅、越後湯沢駅、ガーラ湯沢駅、浦佐駅、燕三条駅、上越妙高駅、柏崎駅、十日町駅、吉田駅、乗務員
- 庄内統括センター - 酒田駅、鶴岡駅、乗務員

## 車両基地
- 新潟車両センター「新ニイ」（旧上沼垂運転区）
  - 新津派出所「新ニツ」（旧新津運輸区検修部門）

※配置車両・ジョイフルトレインについては各項目を参照。

## 設備保全区所

### 保線関係区所
- 新潟保線技術センター
- 長岡保線技術センター
  - 越後湯沢エリアセンター(2018/7/1～)
- 柏崎保線技術センター
- 村上保線技術センター
- 酒田保線技術センター

### 電気関係区所
- 新潟電力技術センター
  - 長岡メンテナンスセンター
  - 柏崎メンテナンスセンター
  - 酒田メンテナンスセンター
- 新潟信号通信技術センター
  - 長岡メンテナンスセンター
  - 柏崎メンテナンスセンター
  - 酒田メンテナンスセンター

### その他の区所
- 新潟土木技術センター
  - 長岡派出
  - 村上派出
  - 柏崎派出
- 新潟建築技術センター
- 新潟機械技術センター

## 管内のSuicaサービスエリア

### JR線

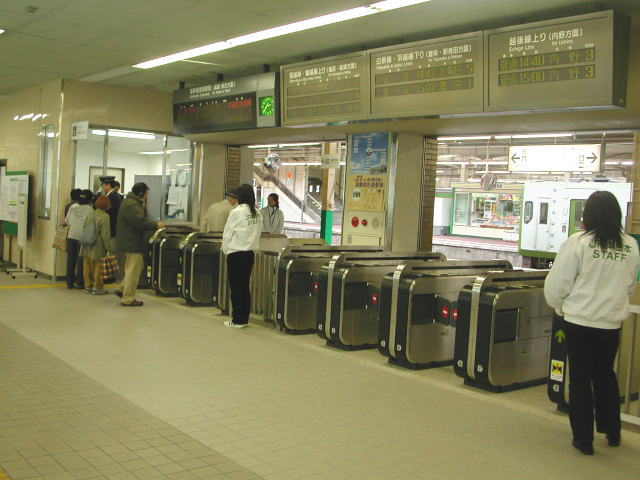
JR新潟駅万代口・改札口。2004年11月27日、自動改札機の運用を開始した(現在は新駅舎に移設済み)

2004年秋より、新潟駅を中心とする30 km圏内（新潟都市圏）に自動改札機が設置された。続いて2005年10月以降、委託駅・無人駅など13駅に簡易Suica改札機を導入する作業が進められ、2006年1月21日からSuicaのサービスを開始した。JR東日本管内の在来線で自動改札およびSuicaが導入されたのは首都圏、仙台都市圏に次いで3エリア目である。
また2008年にサービスエリアが拡大され、3月15日から羽越本線・新津 - 新発田間、磐越西線・五泉 - 新津間、信越本線・長岡 - 東三条間、弥彦線全線の区間各駅で新たにSuicaのサービスが開始され、同時に磐越西線・五泉 - 新津間、信越本線・長岡 - 東三条間が新潟近郊区間に指定された。これにより、新潟近郊区間及び新潟市域のJR線内は全区間でSuicaが利用できるようになった。
さらに2009年3月14日からは上越新幹線・長岡 - 新潟間もサービスエリアに加わり、定期券に限り利用可能となっている（首都圏等と同様、Suicaフレックス定期券およびSuicaフレックスパル定期券と、新幹線の駅が2つ以上含まれるSuica定期券のみが対象）。
また2014年4月1日から新潟エリアの上越線の小千谷駅、信越本線の宮内・柏崎・直江津各駅、羽越本線の中条・坂町・村上各駅の7駅がSuicaの一部サービスに対応した。新潟近郊区間も上越線小千谷駅～宮内駅間と信越本線直江津駅～長岡駅間、越後線柏崎駅～吉田駅間、羽越本線新発田～村上駅間が新たに拡大。
最新のSuicaサービスエリアは公式サイトを参照のこと。

### JR線以外の交通機関
2009年11月1日午前0時から、新潟市内と長岡市内のタクシー2社でサービスを開始した。タクシーへのSuica導入は、首都圏エリア以外では初。また2011年10月25日から、南魚沼市内のタクシー1社でもサービスが開始された。
路線バスでは、新潟県下越地方を中心に路線バスを運行する新潟交通グループ（同社および新潟交通観光バスの両社）が、新潟市のオムニバスタウン計画の一環でSuicaと互換性のあるIC乗車カードによるストアードフェアシステム「りゅーと」のサービスを、2011年4月24日から新潟市中心部を発着する一部路線バスを皮切りに順次開始し、加えて2013年3月23日から、りゅーとのサービスエリアにおいてSuicaをはじめとする全国10種類の交通系ICカードのサービスが開始された。但し、りゅーとは他のICカードのサービスエリアでは使用できない。また、りゅーとのサービスエリアにおいては、他のICカードはチャージが利用できない（窓口、チャージ機、バス車内のいずれも）など、利用に一部制限がある。
これに先立って2010年11月1日から、新潟駅 - 新潟空港間を連絡する路線バスの専用乗車券券売機でSuicaのサービスが利用できる。これは新潟県と新潟交通、JR東日本新潟支社が新潟空港利用者の利便性向上を目的に共同で実施している実証実験の一環で行われているものである。
また新潟県では佐渡汽船の利便性向上を目的に、両津航路（新潟港 - 両津港間）でもSuica等が利用できるよう、県と佐渡汽船、新潟市、佐渡市の共同事業としてシステムの準備作業を進め、2013年3月23日から「Suica電子マネーサービス」のシステムによるサービスを開始した。
バス
- 新潟交通
  - 同社のICカード「りゅーと」サービスエリア内での運賃精算
    - 但し、Suica等のりゅーとサービスエリア内でのチャージは、窓口・チャージ機・バス車内のいずれにおいても利用できない。
    - ※Suicaのサービス開始前の2013年3月までは新潟県とJR新潟支社、新潟交通による社会実験の一環で、同社の路線バス「空港線」専用の乗車券券売機でSuicaが利用できるサービスを実施していた。

タクシー
- 万代タクシー（新潟市中心部の全57台）ジャンボタクシーを含む全車両で利用できる。
- 中越交通（長岡営業所に在籍する、長岡市中心部の全48台）見附・三条・加茂・燕の各営業所に在籍する車両では利用できない。
- 魚沼中央トランスポート（9台）

船舶
- 佐渡汽船
  - 両津航路（新潟港 - 両津港間）のカーフェリー2等に限り利用可（2等大人運賃の精算のみ。小人運賃、1等・特等・スイート・車両航送、ジェットフォイル等は決済不可）
  - 新潟港・両津港ともターミナル内にSuicaチャージ機が設置されており、事前チャージも可能。但し佐渡汽船のシステムは「電子マネーサービス」用であるため、PiTaPaは当分の間、利用できない。

## 新潟近郊区間

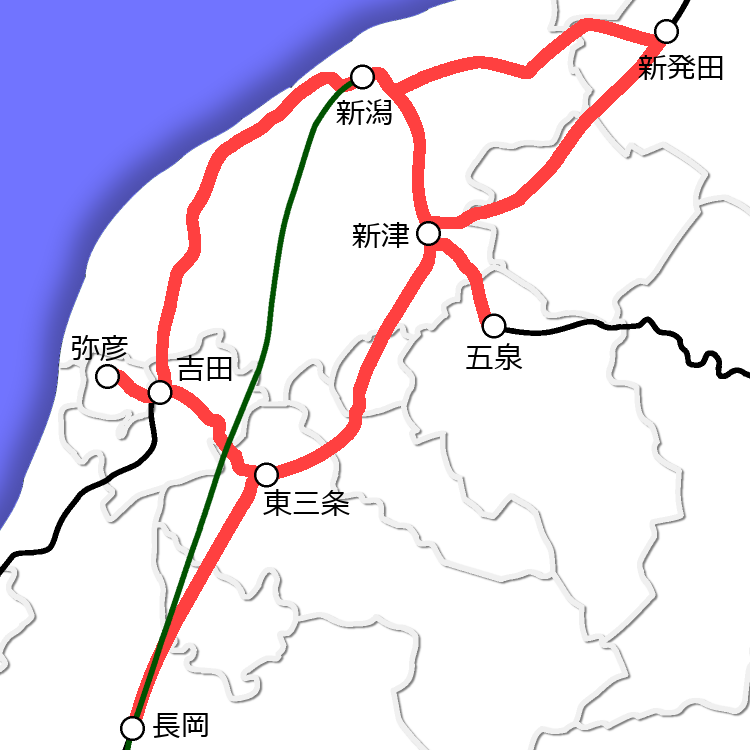
新潟近郊区内略図（2008年3月15日～2014年3月31日）

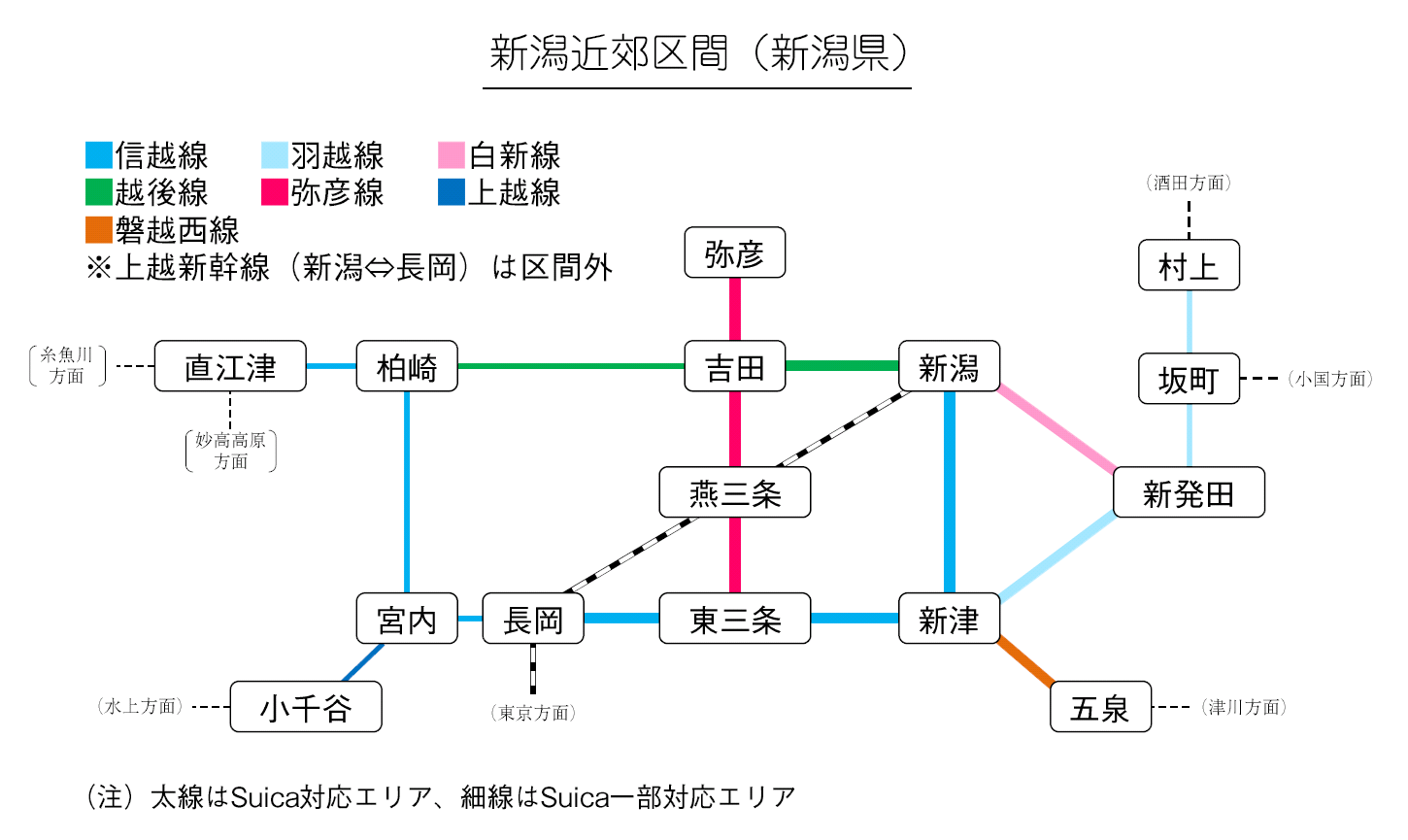
新潟近郊区間略図（2014年4月1日以降）

この自動改札導入に伴って2004年11月27日、新潟駅周辺30 km圏内の区間が大都市近郊区間に設定された。これは東京、大阪、福岡に次ぐもの。その後2008年3月15日からSuicaのサービスエリア拡大に伴って、対象区間が延伸された。2014年4月1日にも新潟近郊区間が拡大され、その中の一部の駅でSuicaが使えるようになった。
下記の区間内各駅相互発着の運賃は最短経路で計算される。ただし区間内での途中下車はできない。また上越新幹線の区間は近郊区間に含まれない。
※太字：2014年に延伸された対象区間
- 信越本線：直江津駅 - 長岡駅 - 新潟駅
- 弥彦線：弥彦駅 - 東三条駅（全線）
- 越後線：柏崎駅 - 吉田駅 - 新潟駅（全線）
- 羽越本線：新津駅 - 新発田駅 - 村上駅
- 白新線：新潟駅 - 新発田駅（全線）
- 磐越西線：五泉駅 - 新津駅
- 上越線：小千谷駅 - 宮内駅

## 乗車人員ベスト20
2022年度、新潟支社管内で一日平均の乗車人員が多かった20駅は下記の通り。
| 順位 | 駅名         | 一日平均 乗車人員 | 順位 | 駅名       | 一日平均 乗車人員 |
| ---- | ------------ | ----------------- | ---- | ---------- | ----------------- |
| 1    | 新潟駅       | 29,769人          | 11   | 内野駅     | 2,155人           |
| 2    | 長岡駅       | 9,685人           | 12   | 小針駅     | 2,145人           |
| 3    | 亀田駅       | 4,654人           | 13   | 加茂駅     | 2,078人           |
| 4    | 白山駅       | 4,418人           | 14   | 巻駅       | 1,904人           |
| 5    | 新津駅       | 3,608人           | 15   | 見附駅     | 1,818人           |
| 6    | 新発田駅     | 3,095人           | 16   | 燕三条駅   | 1,802人           |
| 7    | 豊栄駅       | 2,885人           | 17   | 寺尾駅     | 1,779人           |
| 8    | 越後湯沢駅   | 2,859人           | 18   | 荻川駅     | 1,759人           |
| 9    | 新潟大学前駅 | 2,485人           | 19   | 越後石山駅 | 1,613人           |
| 10   | 東三条駅     | 2,191人           | 20   | 三条駅     | 1,599人           |

## 関連事業

### 総合車両製作所新津事業所
前身は1994年（平成6年）10月、JR東日本新潟支社が当時の新津市に所在した新津車両所を改組して発足させた新津車両製作所で、JR東日本は新津車両製作所の事業・資産等を2014年（平成26年）4月1日付でJR東日本傘下の総合車両製作所へ会社分割により譲渡し、現在の体制となった。

## 関連会社

### ジェイアール新潟ビジネス（JNB）
新潟鉄道管理局時代から1990年代前半まで、駅業務受託や支社管内の不動産管理を行っていた新鉄開発（しんてつかいはつ）を改組し商号を改称した。略称は『JNB』で社章に使用されている。JR東日本新潟シティクリエイトが全株式を保有する子会社で、新潟支社管内の業務委託駅の駅業務を受託している。
受託している駅の中には府屋駅や分水駅のように、出札窓口にみどりの窓口のマルス端末機が設置されている駅と、青山駅や北三条駅のように、端末機が設置されていない駅（この場合は、POS端末で発券を行う）がある。また2010年2月以降、これまでみどりの窓口で出札業務を行っていた一部の駅で指定席券売機の設置が進められており、新潟大学前駅のように出札業務を行わなくなった駅もある。
2021年2月現在、業務を受託している駅は下記の通り。また、新潟駅や長岡駅では駅案内所の業務が委託されているがここでは割愛する。
- *印：みどりの窓口設置駅
- +印：指定席券売機設置駅

信越本線
- 犀潟駅*  - 柿崎駅* - 安田駅 - 来迎寺駅* - 宮内駅*- 見附駅*+- 三条駅* - 加茂駅* - 羽生田駅 - 矢代田駅* - さつき野駅 - 荻川駅* - 亀田駅 * -  越後石山駅+

上越線
- 塩沢駅 - 六日町駅* - 小出駅* - 越後堀之内駅 - 越後川口駅* - 小千谷駅*

磐越西線
- 五泉駅* - 津川駅*

越後線
- 分水駅* - 巻駅* - 越後曽根駅* - 内野駅* - 新潟大学前駅+ - 寺尾駅* - 小針駅* - 青山駅 - 関屋駅* - 白山駅*+

弥彦線
- 弥彦駅* - 燕駅* - 北三条駅

羽越本線
- 水原駅* -中条駅* - 府屋駅* - あつみ温泉駅* - 余目駅*

白新線
- 東新潟駅+ - 大形駅 - 新崎駅* - 早通駅 - 豊栄駅*+- 佐々木駅

### JR東日本新潟シティクリエイト
管内の新潟駅・長岡駅・越後湯沢駅の3駅にある駅ビル「CoCoLo」のほか、スーパー、食料品店、酒店、駅構内駐車場の運営など、主に物販事業を展開。新潟支社管内に所在するJR東日本ホテルズ各店舗の運営を行っているほか、管内4駅の敷地内にあるコンビニエンスストア「デイリーヤマザキ」も同社のフランチャイジーとして運営を行っている。2020年9月までの社名は「トッキー」であった。

#### 物販事業

##### 売店「ハロー」
国鉄民営化直前の1985年頃から、新潟鉄道管理局が直営で新潟駅、越後石山駅、早通駅、新潟大学前駅など新潟市近郊の駅や上越新幹線停車駅で「ハロー」の名称で売店の運営を開始したのが、JR東日本新潟シティクリエイトの事業の前身である。前出の近郊各駅に設置された「ハローいしやま」「ハローはやどおり」「ハローしんだいまえ」の3店舗では、無人駅における特別改札の扱いで乗車券発売も行っていた（自動券売機設置もしくは売店で対応）。これは当時問題となっていた、余剰人員対策で行われたものである。なお「ハロー」の店舗名は、1985年3月のダイヤ改正時に、新潟都市圏でパターンダイヤを導入した際に採用した愛称「ハロー電車」に因んだものであった。また、新潟駅の「ハローにいがた」は、のちに店舗名を「海彦」に改称するなどした。
JR東日本新潟シティクリエイトはJR改組2年後の1989年にトッキーとして法人組織として発足。1988年に開業した青山駅も、開業当初はJR新潟支社が運営する売店が設けられていた（その後業務はトッキーに移管）。しかし、各駅の乗降客数が増加したため有人駅として運営しても採算が取れるようになった一方、売店業務そのものでは採算が取れず、新幹線駅においてはキヨスク等の既存店舗と競合するなどして業績は慢性的に伸び悩んだ。結局余剰人員対策が終了したこともあって、トッキーは駅売店事業からは撤退することになる。

##### 「JC」のフランチャイジー
1990年代に入るとJR東日本が当時展開していたコンビニエンスストア「JC」を新発田駅構内、白山駅前、長岡駅東口で運営していたが、これらも程なく撤退した。現在、管内主要駅には前述の通りデイリーヤマザキが出店している。店舗があるのは新発田駅構内、新津駅東口、亀田駅改札横、長岡駅東口の4駅で、いずれもSuicaショッピングサービスが利用可能。

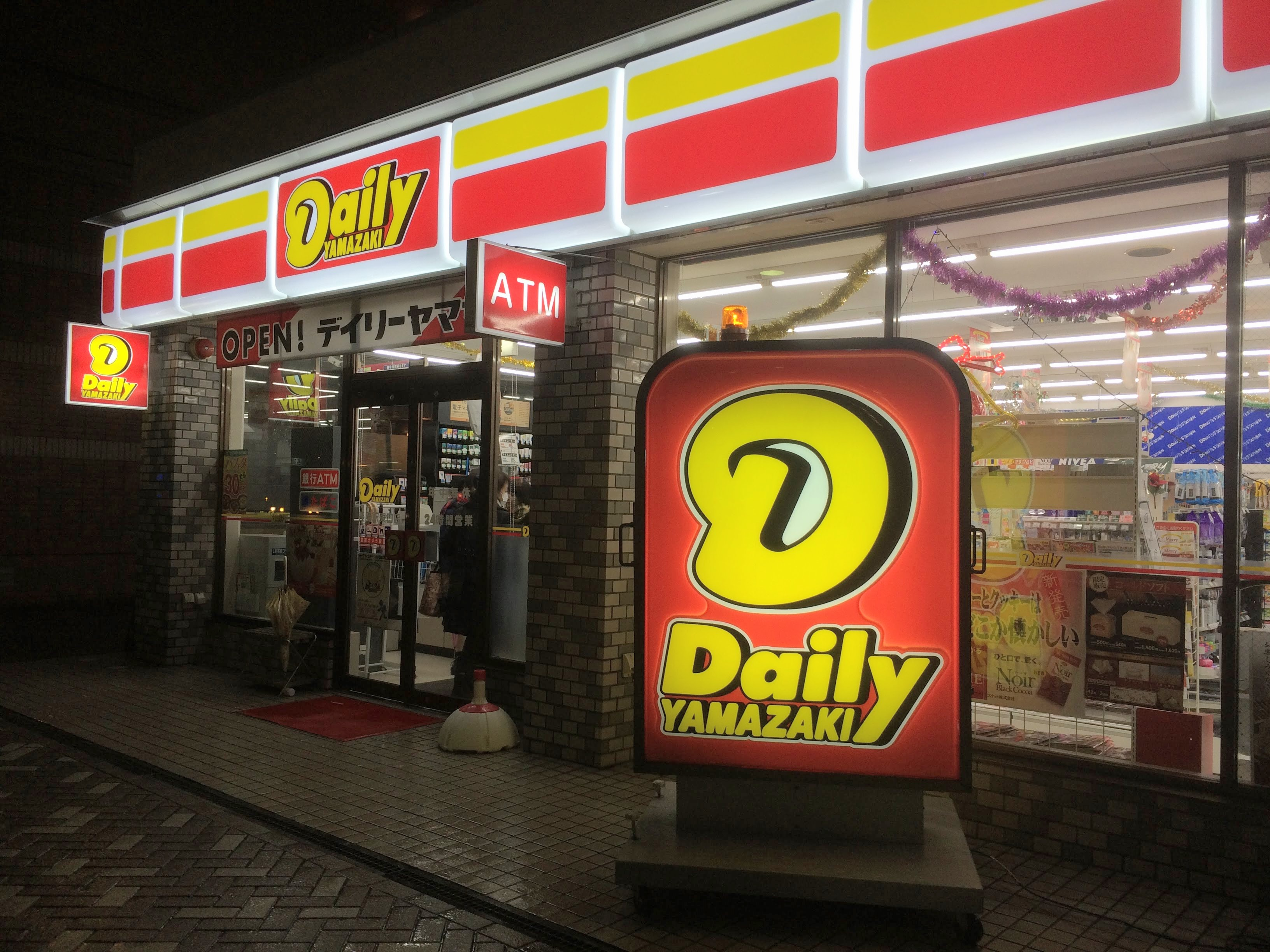
デイリーヤマザキ長岡駅東口店

##### 物資部店舗
国鉄時代には国鉄共済組合物資部の店舗が設けられており、新潟市の国鉄アパート敷地内、新津駅前（現東口）、長岡駅、直江津駅、酒田駅の5駅近隣で営業を行っていた。いずれも元々国鉄職員・家族向けの物販店舗であったが、トッキーはこれら旧物資部店舗の運営も引き継ぎ、一般向けの小型食品スーパーに転換した。
- 新潟の「新潟ストア」は、出店していたJRアパート敷地内のアーケード（現新潟県民共済生活協同組合所在地）が老朽化したため移転新築し「トッキーにいがたストア」に改称。しかし売場面積が小さく価格面や商品群数の少なさから業績が伸びず、合理化のため閉鎖。新潟市周辺でスーパーを展開していた「株式会社ジャパンドリーム」に営業権を譲渡し「ドリームマート幸町店」となったものの、業績が低迷したためドリームマートも撤退し（その後ジャパンドリームは債務超過のため、2010年3月任意整理）、現在跡地にはコンビニエンスストア「サークルK新潟幸西店」が出店している。
- 新津の「新津ストア」は、小型スーパーとコンビニエンスストアの中間的業態に転換、貨物扱い所付近にあった店舗を駅前に移転し「トッキーコンビニエンスにいつ」に改称。同駅と、当時開発途上で周辺に小売店が少なかったさつき野駅西口にも駅開業とほぼ同時に店舗を開店した。しかし業績は芳しくなく、新津店を閉鎖し、さつき野店を「トッキーにいつストア」に改称したが、さつき野店も周辺の開発が進捗し、小売店が数多く進出した煽りを受けて業績が悪化したため、結局2005年春に閉鎖された。新津店跡は長らく空き家のままだったが、駅舎改築事業の一環で2階建てのビルに改築され、前述のデイリーヤマザキ新津駅前店は同ビル1階に出店している。また、長年空き家となっていたさつき野店跡も、月極駐車場の用地に転用された。
- 長岡駅南側、旭町の台町踏切そばにあった「長岡ストア」は「トッキーコンビニエンスながおか」に改称され、長岡駅東口と2店舗で営業を行っていた。しかし業績は伸び悩み、旭町の店舗は薬局に、長岡駅の店舗は前述の「JC」に業態を転換したものの業績は回復できず、結局両店とも閉店した（このうち東口の店舗跡は現在、デイリーヤマザキ長岡駅東口店が出店している）。
- トッキーが運営を引き継いだ国鉄共済組合物資部の小売店舗のうち、直江津の「トッキーなおえつストア」（旧直江津ストア）が最後まで営業を継続したが、直江津駅がえちごトキめき鉄道へ移管された2015年前後のタイミングで閉店しており、2023年現在店舗も解体されている。末期の営業時間は午前9時から午後6時までとかつての物資部売店に倣った形だった。

トッキーはこの他、新潟市の酒店とフランチャイズ契約し、坂町駅東側にあるショッピングセンター「アコス」内に「スーパーヴイ坂町店」を出店していたが、この店舗も閉店した。

#### 駅ビル事業
トッキーはその後新潟駅で駅ビル事業に着手し、万代口と南口の計3フロア（万代、東、西）から成る「パティオ」をオープン。2004年10月1日、新潟支社管内で駅ビル「セゾン」（新潟駅、長岡駅）と「プラトーゆざわ」（越後湯沢駅）を運営していた「越後ステーション開発」（国鉄→JR東日本と所在3市町の出資による第三セクター）を吸収合併し、この際に3駅の駅ビルの愛称を「CoCoLo（ココロ）」に統一した。この愛称は合併に際し一般公募によって決定されたもので、「2つの会社（Company）が一つになり、心をひとつにして、顧客に心をこめたサービスを提供する。顧客との心のふれあいを大切にし、郷土（Local）の愛情（Love）あふれる良い商品を、良いサービスで提供する」という理念が込められている。また2003年3 - 9月に放映された、新潟県中越地方を舞台にしたNHK朝の連続テレビ小説「こころ」も、命名の背景にあるといわれている。
トッキーはこのCoCoLoのうち新潟、湯沢でテナントを出店しており、同社直営の売店・土産品店の他、大手企業等とのフランチャイズ契約により飲食店等を展開している。また立ち食いそば・うどん店「やなぎ庵」を新潟駅（万代口・CoCoLo万代1階）と長岡駅（大手口・CoCoLo長岡1階食品館）の2か所で出店している。なお酒田駅前に出店していた「酒田そば店」は2011年3月末で閉店した。

#### ホテル事業
トッキーでは、新潟支社管内に所在するJR東日本ホテルズ各店舗の運営も行っている。
1999年、佐渡郡相川町（現：佐渡市 相川）に自然志向の滞在型ホテル「ファミリーオ佐渡相川」を6月9日に、長岡駅東口・東西連絡通路沿いにビジネスホテル「ホテルメッツ長岡」を7月21日にそれぞれオープンした。
ファミリーオ佐渡相川は開業以来、冬季間に該当する12月1日から3月31日までを全面休業としている。また2012年シーズンから、佐渡市が所有する地域交流センター「相川健康増進センターワイドブルーあいかわ」で使用している温泉（源泉名：相川温泉）を分湯して大浴場に採用するなど、サービス向上が図られている。
2013年4月8日には、新潟駅南口・西側連絡通路沿いに「ホテルメッツ新潟」を開業した。総客室数197室のうち、4階から7階をスタンダードタイプ、8・9階の2フロア50室を完全禁煙のハイグレードタイプ「スーペリアフロア」とする客室構成として、ホテルメッツとメトロポリタンホテルズの中間業態を目指す。2階にミーティングルーム設ける他、商業スペースとしてレストラン、コンビニエンスストアなどが出店する駅ビル「CoCoLo西館」が同日に開業した。

#### 食品
トッキー発足後、JR新潟支社は経営の多角化に注力する。その一つが食品事業だった。
新潟新幹線第一車両所（現在の新潟新幹線車両センター）の構内に排熱を再利用した養殖池を設けてスッポンを養殖し、これを生食用として県内の食品業者に卸すというもので、JR発足後に東日本管内で初めて着手された多角化経営策だった。スッポンの養殖には約3年を要するが、排熱で温水を使用することにより養殖期間を短縮できるメリットがあった。ところが、いざ成長してみるとスッポンが共食いを始めてしまい、結局僅か数か月で事実上頓挫した。しかし、このスッポン養殖は巷間で「JRグループの多角化経営の旗手」などと喧伝されたことから引っ込みがつかず、養殖は対外的なPRのためだけに暫くの間続けられていた。
養殖は失敗したが、代替策として他社製造のスッポン抽出エキスを取り寄せ、缶入りの「すっぽんスープ」やスッポン抽出エキスを添加した清涼飲料水「スポルチェゴールド」と、女性向けのスッポンエキス入り飲料水「シルティH&S」を三国コカ・コーラボトリングと共同で開発し、同社に販売を委託して売り出した。しかし売上げは伸びず、1994年を最後に、静かに販売を終了した。
このスッポンに関する事業は現：日本レストランエンタプライズ会長の荻野洋が、JR新潟支社で総務部長を務めていた際に立ち上げたもので、荻野はよく取材や講演などで「失敗談」としてこの事業のこぼれ話を語っている。

### 新潟交通機械
1968年4月に設立され、2012年3月31日まで、新津車両製作所の製造工程の一部請負、上越新幹線や新潟支社管内で使用する車両の改造・修繕、車両部品の製作のほか、駅設備の設計・施工などを行っていた企業。
2012年4月1日付で、機械設備部門に係わる事業をJR東日本メカトロニクス（JREM）に、車両部門に係わる事業を東日本トランスポーテックにそれぞれ移管・統合し、解散している。
新潟交通機械は、新潟市秋葉区川口の新津工業団地内に本社・新潟営業所とさつき野工場、同市江南区両川工業団地二丁目に江南工場を置いていたが、合併後は東日本トランスポーテックの新津事業所と江南工場に改組され、引き続き新津車両製作所内の各種業務を手掛けている。この他、長岡市、上越市、南魚沼市と山形県酒田市に車両の保守業務のための事業所を有する。また機械部門は新潟・新津・長岡・六日町・直江津・酒田に拠点を置いていたが、全てJR東日本メカトロニクスに引き継がれた上で引き続き機械設備関係の業務を行っている。
新潟交通機械はJR東日本の他、その子会社であるジェイアール東日本コンサルタンツや国内の主な車両・電機メーカー等が株主となっていた。社名の由来は「国鉄新潟鉄道管理局（現在のJR新潟支社）エリア内で、交通・鉄道関連の機械を取り扱う企業」。同様の目的で国鉄時代からJR初期に設立された企業に日本交通機械・東北交通機械・関西交通機械などがあり、JR旅客6社のそれぞれ傘下にあった他、交通機械グループとして横の繋がりもあった。新潟県下越・佐渡地方でバス事業を行っている新潟交通グループと社名が酷似しているものの、社名の由来においても資本面・人事面においても一切無関係である。

### ガーラ湯沢
上越新幹線の支線にあるガーラ湯沢スキー場を運営している。
ガーラ湯沢駅駅舎内の「スキーセンター カワバンガ」と、ゲレンデ中央エリアの「レストハウス チアーズ」（いずれもスキーシーズン中のみ営業）にある一部店舗ではSuicaショッピングサービスが利用できる。

### 新潟鉄道荷物
国鉄時代に鉄道荷物会社として設立。民営化後にジェイアール東日本物流の子会社となり、現在はトラック輸送を主体に行っている。

### JR東日本新潟鉄道健診センター
国鉄時代、国鉄職員を対象とした鉄道病院として「新潟鉄道病院」が新潟市八千代1の国鉄アパート東側の敷地に設けられていた。なお、青島健太（元プロ野球選手、スポーツライター）が同病院で生まれている。民営化の際、合理化の一環で診察科目を大幅に削減し「新潟鉄道健診センター」に改称。さらに老朽化に伴って建物を撤去し、幸西のJRアパート敷地内に移転した（鉄道病院跡地は現在、新潟市総合福祉会館とNTTドコモ新潟支社が立地）。現在の診察科目は内科のみとなっている。

### スポーツ

#### JR新潟硬式野球部
国鉄時代、新潟鉄道管理局には硬式野球部と軟式野球部があり、このうち硬式野球部はかつて土佐内吉治（元国鉄スワローズ）、今井雄太郎（元：福岡ダイエーホークスほか）など、後にプロ野球でも活躍する好選手を輩出したことでも知られた。しかし国鉄分割民営化に際し1986年限りで廃部となり、民営化後は軟式野球部のみが活動を続けていた。また両野球部は新潟市八千代二丁目（現中央区）に専用グラウンドを所有していたが、国鉄清算事業団によって新潟交通に売却され、万代シテイの駐車場に転用された。さらに2000年代に入ると新潟交通は跡地の一部を新潟総合テレビと不動産デベロッパーなどに譲渡し、その後同局の本社屋、マンションが建設された。
新潟支社は2005年、JRグループ発足20周年を機に硬式野球部を“復活”させることを決定し、2006年シーズンからの新規加盟を目指していたが、2006年12月にJR羽越本線脱線事故が発生したため計画は先送りとなり、2007年に新規加盟を申請した。社会人野球に企業チームとして登録するのは2005年のセガサミー硬式野球部以来。またJR東日本管内ではJR東日本硬式野球部、JR東日本東北硬式野球部の2チームだけが国鉄時代から活動を続けているが、JR発足後に活動を開始もしくは再開した支社の硬式野球部がこれまでに4つあり、新潟は秋田、水戸、盛岡、千葉に次いで5チーム目となる。なお、専用の練習グラウンドは新潟車両センターの敷地内に設けられている。

## オリジナル駅名標

### V字型駅名標
2005年頃、只見線を中心にV字型の支柱を用いた駅名標が設置されている（上越線の駅にもわずかに設置された）。2段で表記され、上側には名産や名所のイラストと当駅名、所在地が、下側には隣駅名が表記されている。2008年頃から撤去がはじまり、現在は小出駅の1番線-3番線に残るのみとなっている。

### Y字型駅名標
2005年頃、一部の駅にY字型の支柱を用いた駅名標が設置されている。現在でも、駅リニューアル時に撤去された柏崎駅を除けば全て現役である。基本的には上から「題名」→「名勝地のイラスト」→「駅名」の順に並んでいるが、上の写真のようにどれかが欠けているものも多い。以下は設置された駅とその駅名標の題名の一覧である。
- ETR妙高高原駅 - 題名不明[注 2]
- ETR高田駅 - 日本三大夜桜 高田公園
- 米山駅 - 海抜1,000 m 米山薬師登山口
- 鯨波駅 - 佐渡の夕焼 福浦八景
- 柏崎駅 - マリンスポーツとゆりのふるさと
- 出雲崎駅 - 良寛のふるさとと天領時代館
- 野沢駅 - なじょな願いもききなさる 野沢の大山祇神社
- 桑川駅 - 笹川流れと夕日の粟島
- 今川駅 - 日本海 夕日のふるさと

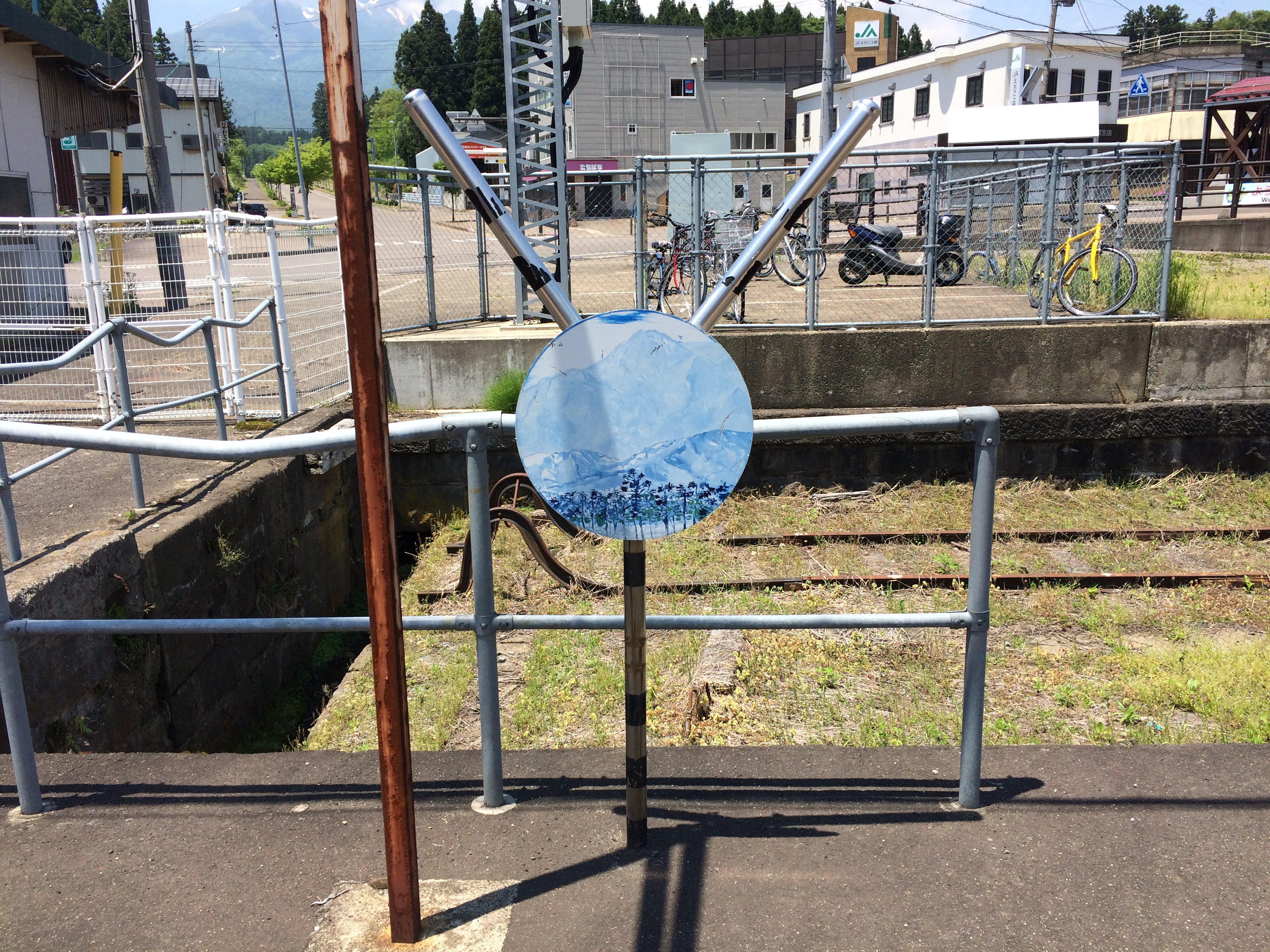
妙高山がデザインされている（ETR妙高高原駅）
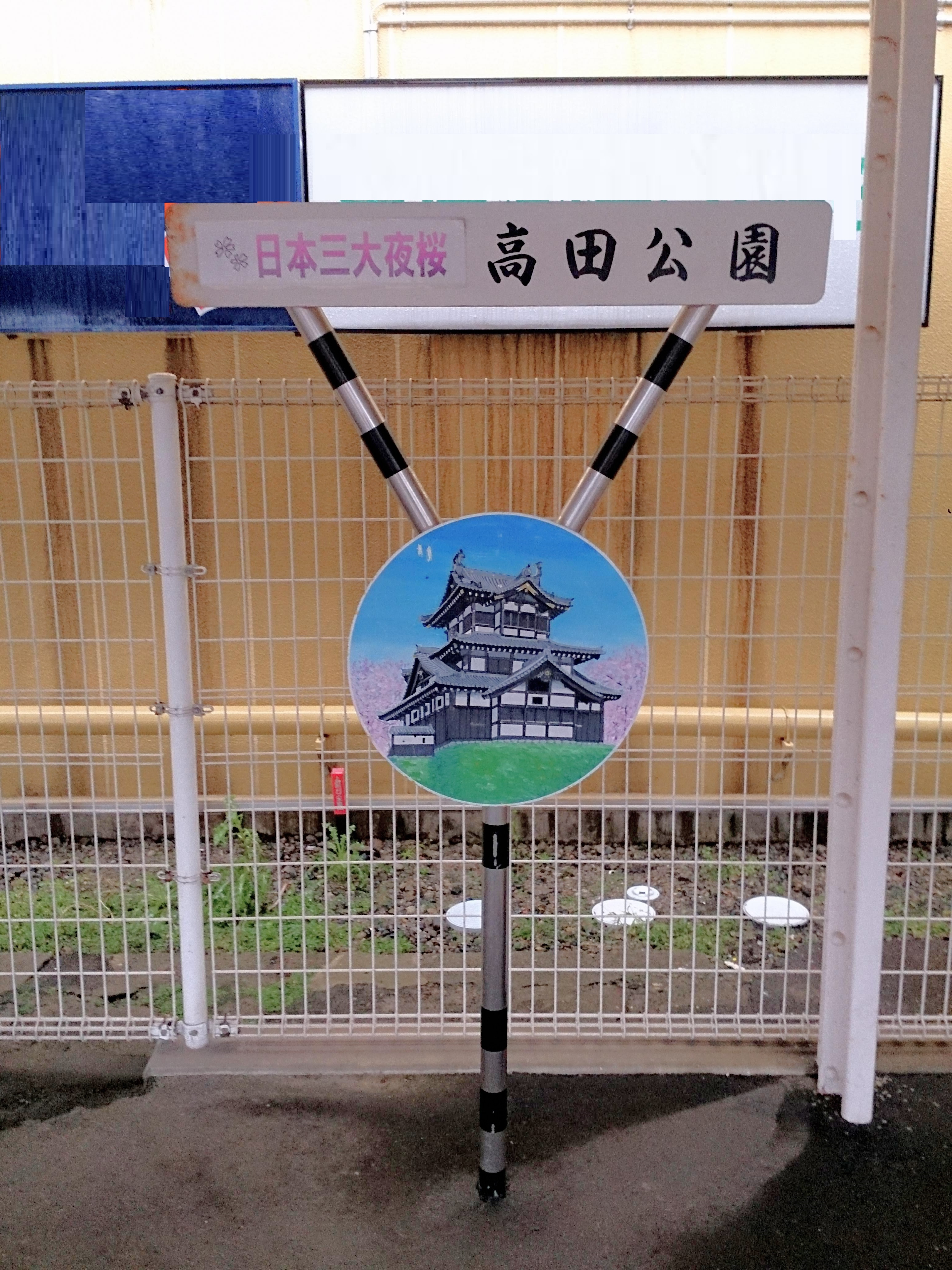
高田城址の桜が描かれている（ETR高田駅）

### 「ばんえつ物語」駅名標
SLばんえつ物語の運行開始に伴い、新津駅-会津若松駅間の同列車停車駅に、レトロ調の駅名標が設置された。全てホームに建つ自立式で、東北本部管轄となる喜多方駅以南の区間にも同じ仕様の駅名標が設置されている。

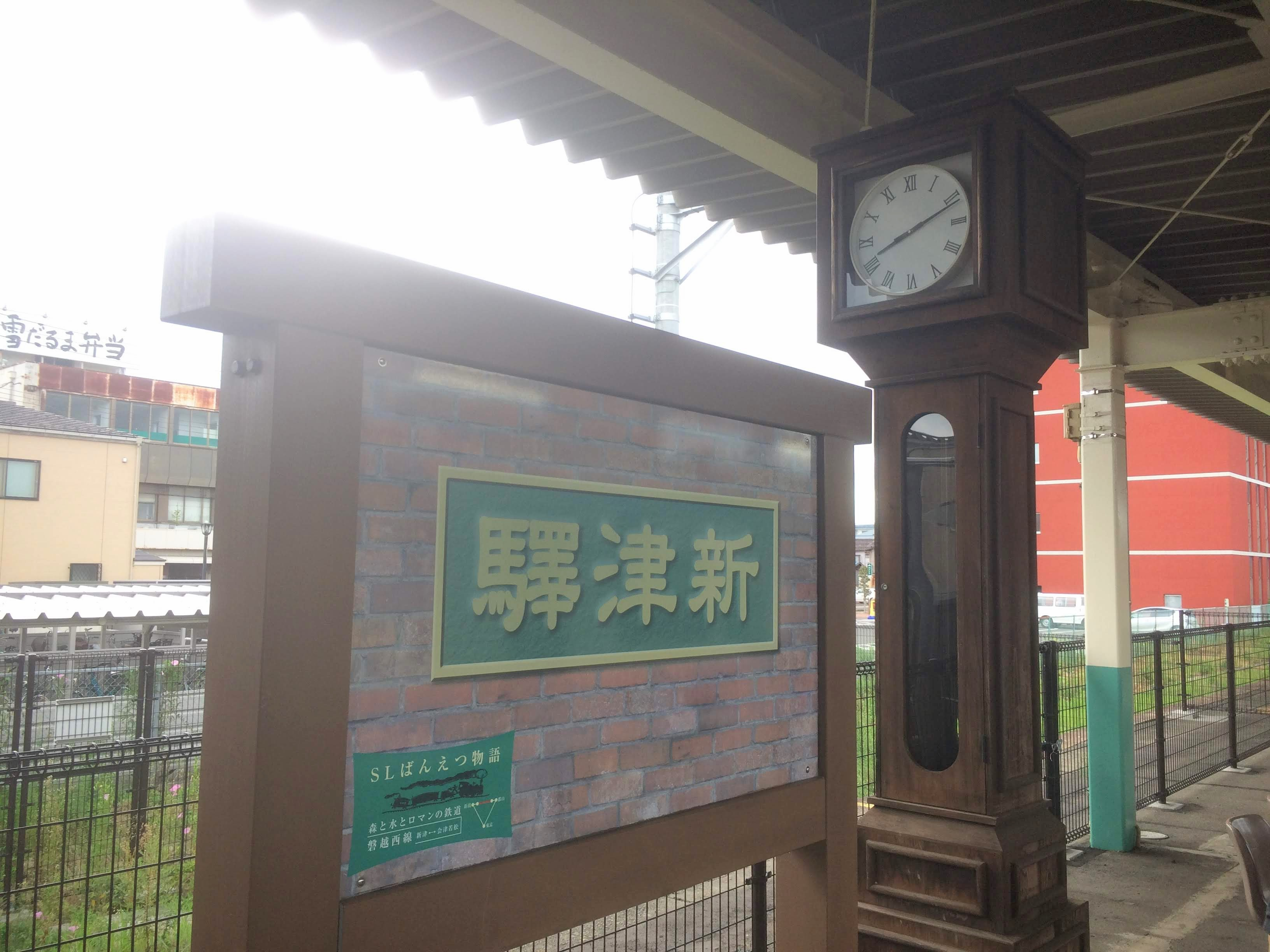

### 「越乃Shu*Kura」駅名標
越乃Shu*Kuraの運行開始に伴い、上越妙高駅-十日町駅間の同列車停車駅にオリジナル仕様の駅名標が設置されている。酒樽をイメージしたもので、水（波）・大地（稲穂）・ジャズの3つのテーマがあしらわれているほか、各駅ごとの観光名所や特産品など3点が描かれている。また、駅名標は基本的に木製で、屋外に設置されているものを除きLEDの装飾がされている。なお、ETRの管理駅である上越妙高駅・高田駅・直江津駅にも設置されているが、素材が木製ではなく電飾が省略されるなど仕様が大幅に簡略化されている。

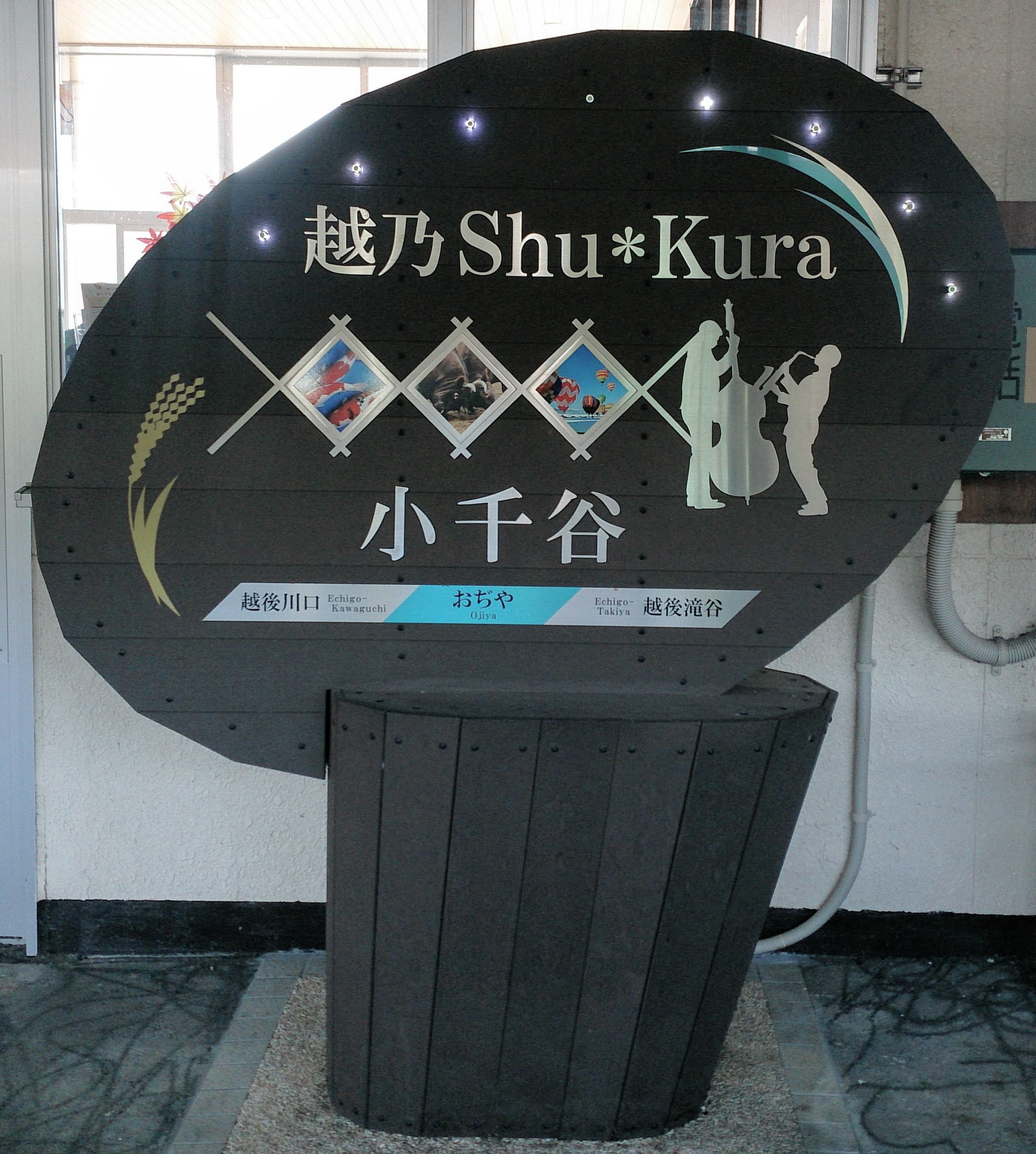
木製で電飾のある標準タイプ（小千谷駅）
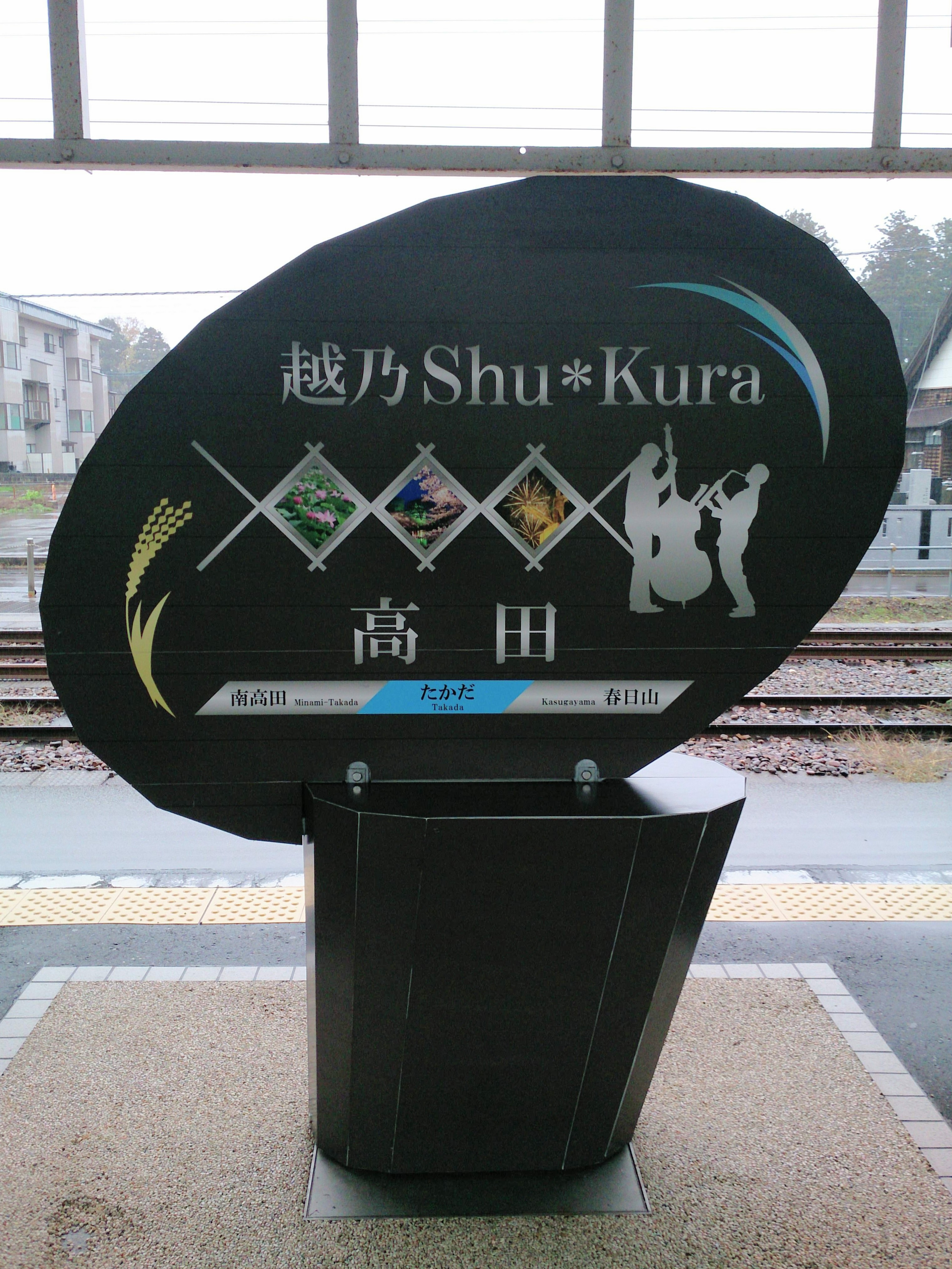
電飾のない簡易タイプ（ETR高田駅）

### 「海里」駅名標

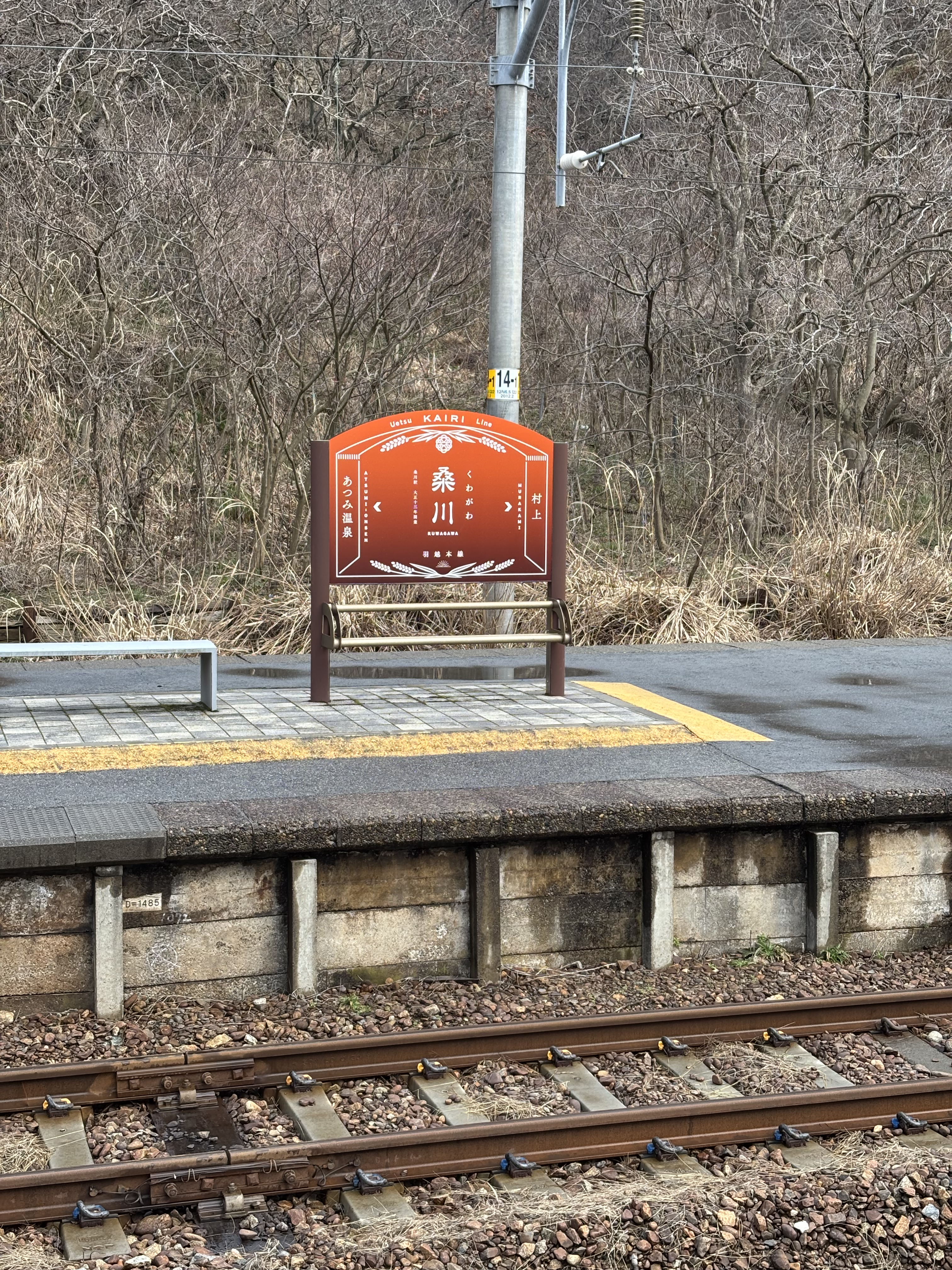
桑川駅(2025年)

2019年10月にきらきらうえつの後継として誕生した「海里」の運行開始に伴い誕生。きらきらうえつ時代停車駅だった豊栄・勝木・府屋・鼠ヶ関の4駅には設置されていない。
- 新発田駅
- 中条駅
- 坂町駅
- 村上駅
- 桑川駅
- あつみ温泉駅
- 鶴岡駅
- 余目駅
- 酒田駅

## 不祥事・トラブル

### JR羽越本線脱線事故
2005年(平成17年)12月25日に羽越本線の北余目駅-砂越駅間（山形県だが新潟支社管内）で突風による脱線事故が発生し、5人の死者を出した。突風は予測できなかったものとされた。

### 長時間に及ぶ輸送障害
管轄区域の過酷な気象条件もあいまって、駅間での長時間停車を含む運転見合わせが頻繁に発生しているが、そうしたトラブルの際の対応遅れによる長時間化や運転再開見込みの甘さ、情報発信不足がしばしば報道で問題視されている。特に、2018年1月11日の大雪による信越本線普通列車の立ち往生の際は、三条市によるマイクロバス輸送や救助の手助けを断り、立客が発生している混雑した車内で乗客15時間半に渡って閉じ込め続けたことが大きな論争となった。